# Alta cucina (romanzo)
Alta cucina (titolo originale Too Many Cooks) è il quinto romanzo giallo di Rex Stout con Nero Wolfe protagonista. La storia fu serializzata su The American Magazine (Marzo–Agosto 1938) prima della sua pubblicazione in volume nel 1938 per Farrar & Rinehart.

## Trama
Il genio dell'investigazione, Nero Wolfe, considera il suo lavoro solo una breve parentesi necessaria tra attività più felici, quali la cura della sua gigantesca collezione di orchidee e la degustazione dei manicaretti preparati dal suo cuoco personale Fritz Brenner.
Egli stesso è un raffinato cuoco e, avendo ricevuto l'invito, non rinuncia a partecipare come ospite d'onore e relatore al convegno dei quindici migliori cuochi del mondo (chiamati Les Quinze Maîtres) che si svolge ogni quattro anni in una diversa località.
Aiutato con estrema difficoltà da Archie Goodwin a salire a bordo ed installarsi sul treno che li condurrà alle Terme Kanawha in Virginia Occidentale, Wolfe si intrattiene durante il viaggio con l'amico chef Marko Vukcic, che approfitta dell'occasione per presentare all'investigatore un altro dei quindici, il catalano Jerome Berin, accompagnato dalla figlia Costanza. Il colloquio con Berin rivela a Wolfe che esistono aspri motivi di risentimento fra Berin ed altri membri de Les Quinze Maîtres nei confronti di Phillip Laszio, considerato da Berin un ladro ed impostore. Al termine del colloquio Wolfe prova ad ottenere da Berin la ricetta segreta delle celeberrime salsicce mezzanotte, ottenendo solo un netto rifiuto da parte del celebre chef.
La prima serata al convegno prevede, al termine della cena, una sorta di gara di abilità fra i maîtres alla quale parteciperà anche Nero Wolfe: Phillip Laszio preparerà la sua salsa printemps in nove diverse versioni, omettendo in ciascuna salsa un solo ingrediente. Ogni concorrente dovrà entrare da solo nella sala da pranzo ove si trovano le salse, procedere con l'assaggio ed alla fine stabilire per ogni salsa l'ingrediente mancante. La gara non si svolge tranquillamente: Leon Blanc rifiuta di partecipare ed altri vorrebbero seguire il suo esempio, mentre Marko Vukcic si lascia irretire dal fascino della sua ex moglie Dina, figlia di Domenico Rossi e attuale consorte di Laszio. L'ultimo ad entrare nella sala da pranzo per partecipare alla gara è Nero Wolfe che scopre il cadavere di Phillip Laszio, ucciso con una coltellata alle spalle.
Durante la notte giungono all'hotel lo sceriffo ed il procuratore distrettuale Tolman, che procedono con le indagini e gli interrogatori fin quasi al mattino. Wolfe inizialmente non ha interesse nel caso, visto che vuole solo tornare al più presto alla sua casa a New York, ma un tentativo di omicidio nei suoi confronti lo convince a mettersi ad indagare per scoprire l'identità dell'assassino.

### Personaggi principali
- Nero Wolfe: investigatore privato
- Archie Goodwin: suo assistente
- Saul Panzer: investigatore privato
- Jerome Berin, Leon Blanc, Lawrence Coyne, Ramsey Keith, Phillip Laszio, Pierre Mondor, Domenico Rossi, Louis Servan, Sergei Vallenko, Marko Vukcic: membri de Les Quinze Maîtres
- Dina Laszio: moglie di Phillip
- Costanza Berin: figlia di Jerome
- Lio Coyne: moglie di Lawrence
- Lisetta Putti: nipote di Ramsey Keith
- Clay Ashley: direttore delle Terme Kanawha
- Gershom Odell: investigatore delle Terme Kanawha
- Raymond Liggett: direttore dell'Hotel Churchill
- Alberto Malfi: cuoco dell'Hotel Churchill
- Moulton, Paul Whipple, Crabtree, Giacinto Brown, Grant, Boney: personale di cucina delle Terme Kanawha

## Critica
"Alta cucina ha forse la maggior quantità di cibo di qualsiasi libro di Wolfe, sebbene molte storie di Wolfe siano piene di ottimi pasti. Questo ricorda S.S. Van Dine e la passione del suo segugio Philo Vance per l'arte culinaria ne La strana morte del signor Benson (all'inizio del capitolo 22). I grandi chef e il cibo costituiscono lo sfondo di Alta cucina. Abbiamo una descrizione sistematica del mondo dei grandi chef e del loro cibi gourmet. Un'ambientazione fra intellettuali è una caratteristica standard della scuola di Van Dine. [...] Alcuni aspetti del mistero che verrà sono sottilmente prefigurati all'inizio (capitolo 1). In altre parole, nelle scene di apertura del romanzo compaiono idee che sono collegate a idee dell'effettiva trama del mistero: Wolfe che cerca di ottenere la ricetta segreta per le salsicce anticipa la sfida dove i cuochi cercano di analizzare ingredienti attraverso un semplice test di assaggio. Questa sfida è un evento chiave la sera del delitto. [...] Questa prefigurazione è un'idea interessante. È insolita: non ricordo una simile struttura in altri libri."
"Nero Wolfe ha un memorabile incontro, nei capitoli 10 e 11, con un gruppo di camerieri neri che sono possibili testimoni di un crimine. Stout in seguito fu a capo di un gruppo di scrittori durante la seconda guerra mondiale il cui scopo era di promuovere un trattamento non stereotipato delle minoranze nei media."

## Opere derivate
Salsicce "mezzanotte", episodio della serie televisiva prodotta dalla RAI nel 1969.

## Edizioni italiane
- Alta cucina, traduzione di Alfredo Pitta, Collana I Libri Gialli n.218, Milano, Arnoldo Mondadori Editore, 1939. - Collana I Classici del Giallo n.181, Mondadori, 1974; Collana Oscar Gialli n.201, Mondadori, 1989, ISBN 978-88-04-32588-8.
- Alta cucina, traduzione di Gianni Montanari, I Classici del Giallo Mondadori n.659, Milano, Mondadori, 1992,  p. 223.
- Alta cucina, traduzione di Alessandro Golinelli, Introduzione di Andrea G. Pinketts, annotato da Lorenzo Arruga, Stefano Bartezzaghi, Manlio Brusatin, Fruttero & Lucentini e Andrea G. Pinketts, Collana I Classici del Giallo illustrati n.5, Milano, Mondadori, 2000, ISBN 978-88-044-8221-5. - Collana Oscar Varia n.1810, Mondadori, 2002; Collana Il Giallo Mondadori, 2023.
- in  L'alta cucina del delitto. Le avventure di Nero Wolfe, Collana Omnibus, Milano, Mondadori, 1967.
- in  Rex Stout, Collana Il Giallo Mondadori n.11, Milano, Mondadori, 2005.